# Бош, Хуан
Хуа́н Эми́лио Бош Гави́ньо (исп. Juan Emilio Bosch Gaviño, 30 июня 1909 — 1 ноября 2001) — доминиканский политический деятель, историк и писатель, президент Доминиканской Республики в 1963 году.

## Биография
Родился 30 июня 1909 года в городе Консепсион-де-ла-Вега. Бош рано встал в оппозицию режиму Трухильо, за что подвергался репрессиям. В 1939 году он создал Доминиканскую революционную партию (на тот момент — левого толка).
20 декабря 1962 года Бош, приобретший популярность у избирателей, становится президентом страны. Президент США Джон Кеннеди
направил ему личное поздравительное послание, а на церемонии его инаугурации 27 февраля 1963 года присутствовал вице-президент США Линдон Джонсон. Но, США не сильно доверяли Бошу, и вскоре их опасения оправдались — Бош начал проводить более независимую от США политику. Он стремился избавить страну от нищеты и отсталости. Был аннулирован ряд соглашений с США, в частности с концерном «Стандарт Ойл» о строительстве нефтеперегонного завода в Санто-Доминго и повышены налоги на прибыли американских корпораций. Были установлены твёрдые цены на сахар, в результате чего компания «South Puerto-Rico sugar company» потерпела убытки. На заводах этой компании произошла забастовка, и Бош не стал подавлять её, чего требовали США и компании пришлось увеличить заработную плату рабочим на 30%. Новая конституция 1963 года ограничила размеры землевладения и запретила продажу земли иностранцам.
В ответ 25 сентября 1963 года при поддержке американских спецслужб Бош был свергнут. После этого он эмигрировал из страны и вернулся через два года.
В 1965 году он проиграл выборы Хоакину Балагеру. В 1970 и 1973 годах Бош не участвовал в выборах. Затем он создал Доминиканскую партию освобождения, от которой неоднократно выдвигался президентом, но проигрывал.
1 ноября 2001 года Бош умер в Санто-Доминго.

## Творчество
Автор двух романов, нескольких книг рассказов и многочисленных эссе. Его влияние на свои книги признавал Габриэль Гарсиа Маркес.